# Alan Clark
Alan Clark, född 5 mars 1952 i Great Lumley, County Durham, är en brittisk musiker. Han spelade piano, synthesizer och orgel i det brittiska rockbandet Dire Straits från 1980 till 1995.

## Fotnoter
1. ↑  Gemeinsame Normdatei, läst: 3 maj 2014.[källa från Wikidata]
2. ↑  Freebase Data Dumps, Google.[källa från Wikidata]
3. ↑  Tjeckiska nationalbibliotekets databas, NKC-ID: xx0093238, läst: 15 december 2022.[källa från Wikidata]